# ニューフレアテクノロジー
株式会社ニューフレアテクノロジー（英: NuFlare Technology, Inc.）は、神奈川県横浜市に本社を置く東芝グループの半導体製造装置専業メーカーである。

## 概要
東芝機械の半導体装置事業から2002年分社。

## 沿革
- 2002年（平成14年） - 東芝機械の半導体装置事業を分社型分割により承継。
- 2007年（平成19年） - ジャスダック証券取引所へ上場。
- 2017年（平成29年） - 東芝に代わり東芝デバイス&ストレージが直接出資の親会社となる。
- 2020年（令和2年）
  - 1月17日- 東芝デバイス&ストレージによる株式公開買付けが成立[2]。
  - 3月30日 - ジャスダック上場廃止[3]。
  - 4月1日 - 株式併合により、東芝デバイス&ストレージの完全子会社となる。

## 製品
- 電子ビームマスク描画装置
- マスク検査装置
- エピタキシャル成長装置

## 事業所
- 開発拠点（ニューヨーク）

## 関係会社
- 株式会社東芝
- 株式会社NFT韓国
- 株式会社NFTドイツ